# Astragalus xitaibaicus
Astragalus xitaibaicus là một loài thực vật có hoa trong họ Đậu. Loài này được (K.T. Fu) Podl. & L.R. Xu mô tả khoa học đầu tiên năm 2004.